# Aerides shibatiana
Aerides shibatiana là một loài thực vật có hoa trong họ Lan. Loài này được Boxall ex Náves mô tả khoa học đầu tiên năm 1880.